# Steenvoorde
Steenvoorde é uma comuna francesa na região administrativa de Altos da França, no departamento do Norte. Estende-se por uma área de 29.82 km². Em 2010 a comuna tinha 4 473 habitantes (densidade: 150 hab./km²).